# George Pattullo
George Simpson Drynan Pattullo (Glasgow, 1888. november 4. – Putney, 1953. szeptember 5.) skót labdarúgó, edző.

## Pályafutása
George Pattullo, mint a 19. században oly sokan, igazi polihisztor volt, teniszezett, jégkorongozott és rögbizett is a labdarúgás mellett. Miután Joan Gamper, a Barcelona alapítója és első elnöke látta játszani az Egyetemi Sportklub színeiben egy barátságos mérkőzésen, meggyőzte Pattullót, hogy csatlakozzon a katalán csapathoz. 
1910. szeptember 24-én góllal mutatkozott be az Espanyol elleni 1-1-re végződő bajnoki mérkőzésen. Az 1910–11-es szezonban húsz bajnoki találkozón 41 alkalommal volt eredményes. Pattullo amatőr játékos maradt pályafutása végéig, és nem volt hajlandó aláírni a városi rivális Espanyolhoz.
Az első világháború előtt visszatért Nagy-Britanniába és a 102. skót gyalogos brigád tagjaként kiérdemelte a Hadikeresztet. 1930-ban rövid ideig az Atlético Baleares vezetőedzője volt.

## Sikerei, díjai
- A katalán labdarúgó-bajnokság győztese: 1910-11
- Pireneusok-kupa-győztes: 1912

## Bibliográfia
- Gran diccionari de jugadors del Barça (2015). ISBN 978-84-16166-62-6